# Victoria Embankment
Victoria Embankment je částí nábřeží Temže. Je dopravní tepnou podél severního nábřeží Temže v Londýně. Prochází dvěma londýnskými obvody – City a Westminsterem.
Victoria Embankment bylo postavena na popud Metropolitan Board of Works a byla dokončena roku 1870 pod vedením Josepha Bazalgetta. Hlavním záměrem bylo vybudování moderního kanalizačního systému Londýna a odlehčení dopravního zatížení ulic Strand a Fleet Street.
Projekt zahrnoval rozšíření prostoru pozemní komunikace v oblasti nábřeží a tím i zúžení řeky Temže. Stavební práce si vyžádaly odkup a demolici mnoha budov v okolí řeky. Součástí projektu bylo vybudování podzemního tunelu pro trasu metra – District Line. Na nábřeží byly navíc zřízeny dva veřejně přístupné parky – jeden poblíž vládních budov na Whitehallu a druhý mezi Hungerford Bridge a Waterloo Bridge. V parcích se nachází mnoho soch, mimo jiné i socha Josepha Bazalgetta.
Victoria Embankment (část A3211) vede od Waterloo Bridge na sever od Westminsterského paláce, podél řeky Temže kolem Hungerford Bridge, Waterloo Bridge a končí u Blackfriars Bridge.
Mezi významné stavby nacházející se podél nábřeží patří Kleopatřin obelisk – žulový obelisk pocházející ze starověkého Egypta a Somerset House – rozáshlá budova v níž sídlí různé umělecké instituce.
Stanice metra podél Victoria Embankment – Westminster, Embankment, Charing Cross, Temple a Blackfriars.